# Callipelta mixta
Callipelta mixta är en svampdjursart som beskrevs av Vacelet, Vasseur och Claude Lévi 1976. Callipelta mixta ingår i släktet Callipelta och familjen Neopeltidae.
Artens utbredningsområde är havet kring Madagaskar. Inga underarter finns listade i Catalogue of Life.